# Sarmiento (Tierra del Fuego)
Sarmiento es un paraje despoblado de Argentina ubicado en el departamento Tolhuin, provincia de Tierra del Fuego, Antártida e Islas del Atlántico Sur. Se puede acceder desde la Ruta Nacional 3, por la Ruta Provincial E. Se encuentra a 278 metros sobre el nivel del mar, a 55 km en línea recta de Ushuaia y al norte de la reserva Corazón de la Isla.